# Gravedad (cómics)
Gravedad es un superhéroe ficticio que aparece en los cómics estadounidenses publicados por Marvel Comics. El personaje fue creado por Sean McKeever y Mike Norton, que querían crear su propio personaje inspirado en Spider-Man de la década de 1980 con el que crecieron.

## Historia de la publicación
Primero apareció en Gravity # 1 (agosto de 2005) y fue creado por Sean McKeever y Mike Norton.
La primera aparición de gravedad estaba en su propia serie limitada: Gravedad # 5.1 (2005), posteriormente liberado como un resumen con formato novela gráfica, como parte de la Marvel Siguiente impronta dirigida a los lectores más jóvenes. En el mismo año, la gravedad apareció en Marvel Holiday Special (2005) en un papel secundario.
La siguiente aparición del personaje era la historia de cruce más allá! # 1.6 (2006) que fue seguido por las apariencias relacionadas en Fantastic Four # 545 a 546 y # 550 (2007) y Negro Pantera vol. 4 # 27 (2007). Gravedad luego tuvo apariciones menores en Fantastic Four # 556 (2008), Los Vengadores: La Iniciativa # 17-19 (2008-2009), Vengadores: La Iniciativa Especial # 1 (2009), Fantastic Four # 563 (2009), Los Vengadores: La Iniciativa # 25 (2009) y la Academia Vengadores # 13 (2011).
Una historia en solitario en Edad de los Héroes # 2 (2010) proporcionó el prólogo de la próxima aparición de la gravedad como miembro de los Aliados Jóvenes en Jóvenes Aliados # 1-6 (2010-2011) y más tarde en Embestida de Unleashed # 4.1 (2011) . La gravedad fue un lugar destacado en el " Terror en estado puro "tie-in serie Fear Itself: Youth In Revolt # 7.1 (2011).

## Biografía del personaje ficticio
Greg Willis es nacido y criado en Sheboygan, Wisconsin. Durante el verano después de su graduación de la escuela, mientras que a bordo del yate de su familia, Greg es succionado por un agujero negro misterioso. Es encontrado horas más tarde por sus padres, ileso. Tras el incidente, Greg descubre que es capaz de manipular la fuerza gravitatoria alrededor de su cuerpo y los objetos cercanos. Si deseas tomar ventaja de sus nuevos poderes, Greg se mueve de este a la ciudad de Nueva York para estudiar la concesión de licencias y merchandising en la Universidad de Nueva York, y se convierte en un miembro comercializable de la comunidad de superhéroes conocido como Gravedad.
En su primera salida, la gravedad se encuentra con una batalla entre Rage y Muerte Negra. Lamentablemente, la gravedad accidentalmente tiene errores que Rage como un villano y permite a Muerte Negra que se escape. Su confianza comienza a vacilar como la vida como un superhéroe prueba más dura de lo que espera. Pero después de que salva la vida de una frágil anciana, y se encuentra con nuevos amigos de Lauren Singh y la rana, la gravedad se convierte poco a poco más confiado en su doble identidad. Sus batallas posteriores demuestran ser más fructífero, derrotando a los gustos de Rhino, Shocker y Whirlwind. Sin embargo, Muerte Negra tiene un interés especial en la gravedad, que aparece en numerosas ocasiones para humillar al nuevo héroe. Muerte Negra entonces se disfraza como un héroe conocido como el Greenwich Guardian (identidad del Negro Muerte antes de convertirse en un supervillano) para romper aún más la confianza de Gravedad y lo utilice en un complot para destruir la universidad. En última instancia, su resolución es demasiado fuerte para Muerte Negra y el villano es derrotado. Después de la batalla, Gravedad es felicitado por Spider-Man, llenándolo de confianza. Finalmente sentirse aceptado, la gravedad comienza una relación con su amiga Lauren y continúa su carrera de superhéroe. Más tarde reveló su doble identidad a Lauren.

### Más allá
Después de derrotar a un villano llamado Brushfire, Gravedad topa con una misteriosa estructura en Central Park y se transporta a un mundo extraño donde conoce a Spider-Man, Henry Pym, la Avispa, Venom, Kraven, Firebird, y la capilla. Una misteriosa voz que afirma ser el Todopoderoso explica a los héroes y villanos reunidos que deben matar a sus enemigos para ganar su recompensa. Durante sus intentos por sobrevivir al mundo alienígena hostil, el grupo se encuentran con Michael Collins, que les ayuda a sobrevivir y llegado a la conclusión de que el Todopoderoso aparentemente los ha reunido para evaluar y ver quién gana en una batalla entre ellos. Finalmente, el grupo de batallas entre sí, y Henry Pym se alza victorioso cuando aparentemente mata a los otros héroes y villanos. Luego engaña al Todopoderoso para que revele su verdadera identidad como el Extraño, y restaura el resto del grupo, que han sido encogido hacia abajo usando partículas Pym. Un Extraño encolerizado está a punto de destruir al grupo hasta Uatu aparece. La presencia de un vigilante enerva al forastero, que entonces permite que el grupo deje en paz, y desaparece. Sin el poder de un extraño, el planeta comienza a tirar pedazos. Gravedad usa sus poderes para mantener el planeta junto y permitir que el resto del grupo se escape. Él utiliza el último de su poder para unirse al grupo en la nave espacial, pero muere poco después. Los héroes y villanos restantes asisten a funeral de gravedad a presentar sus respetos por sus acciones. Más tarde, Uatu encuentra la tumba de gravedad, a la espera de presenciar un destino cósmico.

### Retorno y la Iniciativa
Cuando la tumba de Gravedad es profanada y su cuerpo es robado, Michael Collins solicita la ayuda de los nuevos Fantastic Four (ahora consiste en Pantera Negra y Tormenta, así como la Antorcha Humana y la Cosa) para encontrar a su compañero caído. Tras un residuo cósmico dejado atrás en el cementerio, las empresas del equipo en el espacio profundo para descubrir que el cuerpo de la gravedad ha sido robado y resucitado por Epoch como el nuevo protector del universo. Para proteger Época de ser consumido, Gravedad vacía sus nuevos poderes a nivel cósmico a Galactus y regresa a la Tierra para ver a sus padres y Lauren una vez más. Más tarde, cuando los Cuatro Fantásticos están luchando junto a Doctor Extraño y Silver Surfer para guardar la eternidad de la muerte, Uatu busca la ayuda de la gravedad para actuar como un 'bisturí' para cortar las partes infectadas del universo, cumpliendo su destino cósmico. Uatu informa gravedad que su identidad secreta (revelada después de su muerte) ha sido restaurada por arte de magia.
Gravedad más tarde se une a la Iniciativa Estatal Cincuenta. Después de pasar un curso de liderazgo, la gravedad se hace el líder del equipo de la Iniciativa, Nevada, los Heavy Hitters, en el que se une por la Iniciativa graduados Hardball, sin escalas, y telemetría.
Los Heavy Hitters son uno de los pocos equipos que no debe infiltrados por los Skrulls durante su invasión secreta de la Tierra. La gravedad y la ayuda Heavy Hitters el resto de la Iniciativa para luchar y derrotar Skrulls haciéndose pasar por el Revolucionario, Equinox, Chica Thor y Great Lakes Avengers miembro de Grasshopper. Durante la batalla con el Skrull Saltamontes, Flatman invita gravedad para unirse a su equipo, el estado natal, que él rechaza rápidamente. Los miembros sobrevivientes de la Iniciativa (incluyendo Gravedad) tormenta Campamento Hammond y retomarlo desde los Skrulls. Cuando Hardball confiesa a Komodo que se ha visto obligado a convertirse en un agente doble de HYDRA, Komodo alista La gravedad y el resto de los Heavy Hitters para ayudar a liberarlo. Sin embargo, el plan fracasa cuando Hardball siente traicionado por Komodo y su equipo. Él sale de la fuerza de la Iniciativa y se une a HYDRA, jurando enemistad con sus antiguos amigos. Después de la invasión secreta los Skrulls, cuando Norman Osborn gana el control de la Iniciativa, que sustituye a la gravedad como el líder de los bateadores pesados con Prodigio. Gravedad fue trasladado a Wisconsin como líder de los Vengadores de los Grandes Lagos, muy a su pesar.

### Jóvenes Aliados
Con la caída de la Iniciativa de Norman Osborn, y la abolición de la Ley de Registro de Superhumanos, Gravedad cierra los Vengadores de los Grandes Lagos y considera renunciar a su cargo como un héroe. Mientras volaba de nuevo a ver a sus padres, Gravedad intenta salvar a una pareja joven de una misteriosa explosión. Sin embargo, antes de que pueda llegar a un lugar seguro, la pareja son asesinadas por ojiva, un miembro del grupo terrorista anarquista conocido como los Bastardos del Mal. En represalia, Gravedad late furiosamente el villano inconsciente, y encuentra motivos para seguir siendo un héroe renovado.
Volviendo a sus estudios en la Universidad de Nueva York, la Gravedad se encuentra con sus amigos Lauren y la rana, una vez más. El regreso de ojiva y los Bastardos del Mal, un grupo anarquista que dice ser los niños distanciados de supervillanos, trae gravedad junto con su compañero de héroe y estudiante universitaria Firestar. Sin embargo, su equipo de seguimiento no es suficiente para detener ojiva de detonar sus poderes, matando a sí mismo y muchos otros alrededor de él en la Zona Cero. Obsesionarse, Gravedad lucha para mantenerse al día con su doble vida. Se las arregla para ver los errores de sus caminos con la ayuda de la rana y Firestar respectivamente. Más tarde, la gravedad y Firestar equipo con Nomad, Spider-Girl y Toro para derrotar a Superior, el hijo del Líder, el creador de los Bastardos del Mal. Trabajar en equipo en marcha con los Vengadores Secretos, la gravedad y su nuevo joven aliados combaten la entidad conocida como Onslaught, donde se vio obligado a matar a Nomad, que fue revelado a ser sólo una construcción hecha por el propio Onslaught para poder utilizar la energía que había almacenado en ella como un ancla para auparse de nuevo en la Tierra-616, por lo que Onslaught no podía volver y destruir la Tierra.

### Fear Itself
Cuando Steve Rogers solicita que Prodigio crea una nueva Iniciativa de voluntarios para combatir el creciente temor dentro de la nación, la gravedad es uno de los exmiembros de la Iniciativa que responden a la llamada. Acompañado por Firestar, Gravedad es nombrado como colíder del equipo de una de las secciones. Su excompañero de equipo Heavy Hitters, Hardball, reconocido como un héroe, una vez más debido a su papel en el campamento H.A.M.M.E.R. de caída, se burla de la gravedad de su falta de habilidades de liderazgo. Cuando Hardball causa una explosión durante una batalla con Juggernaut, quien se transformó en Kuurth: Breaker of Stone, en Las Vegas, Nevada, Gravedad lo confronta y lo culpa por su descuido. Komodo y Firestar lo rompe rápidamente. Más tarde luchan contra Thor Girl, cuando recupera sus poderes designados.

### Spider-Island
Durante la historia de Spider-Island, se ve a los Jóvenes Aliados defendiendo a Nueva York. En el puente del río Hudson, Gravedad lucha contra el Rey Araña, que en realidad era Steve Rogers. Venom (Flash Thompson), llegó y luchó contra la bestia araña, pero tenía problemas para concentrarse en la misión. Decidió que después de esta misión había terminado de ser Venom. Vio a Gravedad y lo lanzó al aire. Spider-King se le acercó y amenazó con matarlo si no se hacía a un lado. La gravedad cayó sobre la bestia araña y lo noqueó. Trabajando con los otros Vengadores, pueden salvar a Nueva York. Gravedad fue uno de los muchos héroes atacados por Carroña que se hizo pasar por Superior Spider-Man (la mente del Doctor Octopus en el cuerpo de Spider-Man).

### Jóvenes Vengadores
Gravedad estaba entre el grupo de jóvenes héroes que llegaron cuando los Jóvenes Vengadores llamaron "Avengers Assemble". Fueron apodados Thin Spandex Line. Juntos lucharon contra Madre, un peligroso parásito interdimensional.

## Poderes y habilidades
Después de ser absorbido por un misterioso agujero negro, Gravity ganó la capacidad de manipular gravitones de varias maneras. Puede disminuir su propia gravedad, lo que le permite volar, disminuir la gravedad de los objetos que lo rodean, lo que le permite simular superfuerza y atraer o repeler objetos.

## Otras versiones

### Marvel Zombies: Dead Days
La gravedad tiene un cameo de menor importancia en Marvel Zombies: Dead Days (2007). Se le ve tratando de comer a Nova que logra evadirlo.

### Marvel Apes
Una versión primate de gravedad aparece en la Marvel Apes títulos Marvel Apes: Evolución empieza aquí # 1 (2009) y Marvel Apes: Speedball Especial # 1 (2009).

### What If?
Varias versiones alternativas de gravedad aparecen en el ¿Qué si? storylines ¿Qué si? Secret Wars # 1 (2009), ¿Qué si? House of M # 1 (2009), ¿Qué si? Spider-Man de House of M # 1 (2009), y qué si? Secret Invasion # 1 (2010) en papeles de menor importancia y camafeo.

### League of Losers
Gravedad apareció en Robert Kirkman "Liga de los perdedores" historia 's en Marvel Team-Up vol. 3 # 15-18 (2006). Un grupo de héroes, incluyendo Gravedad, Darkhawk, Dagger, Araña, X-23, Sonámbulo y Terror de viajar al futuro para detener al villano Chronok roben la máquina del tiempo de Reed Richards, por lo que le impide viajar a la presente y matando a todos los héroes de la Tierra. Durante este tiempo, la gravedad de chispas por una relación con X-23. Con la ayuda de Mutant 2099, natural de la línea de tiempo futuro, el grupo es capaz de derrotar Chronok. Sin embargo, no son capaces de viajar de regreso a su línea de tiempo original y se ven obligados a permanecer en el futuro. La gravedad y el resto del grupo aceptan su destino y tener paz en el conocimiento que han salvado al mundo, aunque su sacrificio pasa desapercibido.

## En otros medios

### Televisión
- Gravedad aparece en la tercera temporada de Ultimate Spider-Man, en los episodios de "El Agente Venom" y "La Nueva Araña de Hierro", solo en una imagen junto a Speedball, Echo y Tritón que fueron vistos en la pantalla de S.H.I.E.L.D., lo que indica una posibilidad para que se una.

## Recepción
IGN elogió los Gravedad cómics, la comparación de los cómics favorablemente a los clásicos de Spiderman. El carácter de gravedad fue premiado como Mejor Nuevo carácter cómico de 2005 por IGN.